# زاك باور
زاك باور (بالإنجليزية: Zach Bauer)‏ (13 نوفمبر 1986 بسانت لويس في الولايات المتحدة - ) هو لاعب كرة قدم أمريكي في مركز الدفاع. لعب مع AC St. Louis ‏ وChicago Fire U-23 ‏.

## وصلات خارجية
- زاك باور على موقع قاعدة بيانات كرة القدم.إي يو (الإنجليزية)